# Andreas Frederik Krieger
Andreas Frederik Krieger, född den 4 oktober 1817 i närheten av Arendal i Norge, död den 27 september 1893, var en dansk rättslärd och statsman.
Krieger, som var av dansk släkt, fick redan vid ett års ålder sitt hem i Danmark samt blev 1833 student och 1837 juris kandidat, vann 1839 universitetets guldmedalj och blev 1841 juris licentiat. Efter två års utländska resor utnämndes han 1844 till lektor och 1845 till professor vid universitetet.
Redan tidigt uppträdde Krieget verksamt i det politiska livet. Åren 1848-1855 var han medlem av Köpenhamns "borgerrepresentation" (stadsfullmäktige) och valdes 1853 till dess vice ordförande. Han deltog i 1848 års grundlagstiftande riksförsamling och var, jämte K.K. Hall, "ordfører" (referent) för grundlagsutskottet samt valdes 1849 till ledamot av folketinget.
Där var han en av det nationalliberala partiets ledare och deltog på ett framstående sätt i förhandlingarna, i synnerhet angående presslagen och riksrättslagen, men blev vid de nya valen 1852 undanträngd av bondevännerna som en bland deras farligaste motståndare. År 1851 deltog Krieger i de så kallade notablernas rådplägningar om Slesvigs ställning till kungariket och till Holstein.
År 1855 utnämndes han till departementschef i ministeriet för Slesvig och blev den 18 oktober 1856 inrikesminister (i ministären Hall), i vilken egenskap han genomförde flera viktiga lagar, bland annat den nya "næringsloven" (1857). I juli 1858 övertog han finansportföljen, men blev i maj 1859 åter inrikesminister och kvarstod på denna plats till 2 december samma år, då hela ministären avgick.
Som medlem av "rigsraadet", vartill han valdes 1857, utövade Krieger stort inflytande, i synnerhet som referent 1863 vid behandlingen av den så kallade "novemberforfatningen". Åren 1863-1890 hade Krieger oavbrutet säte och stämma i landstinget och intog även där en framstående ställning. År 1860 blev han assessor i Højesteret samt var 1860-1861 ordförande i kommittén för undersökningar angående örlogsvarvet.
1864 var han ett av Danmarks tre ombud vid Londonkonferensen, men tyck inte ha varit denna uppgift vuxen (troligen på grund av bristande diplomatisk erfarenhet), förstod inte uppfatta stormakternas rätta mening och visade själv en oklar och vacklande hållning. År 1866 var han ordförande i kommittén angående försvarsverkets omorganisation och 1868 i kommittén för rättegångsväsendets ombildning.
Den 28 maj 1870 blev han justitie- och den 26 juni 1872 finansminister samt tillhörde statsrådet till den 14 juli 1874. Med anledning av Marmorkyrkans försäljning ställdes han 1877 inför riksrätt, men frikändes. Han var också 1872 ordförande för det första nordiska juristmötet samt stiftade 1893 "Finneska legatet" på 125 000 kronor till främjande av studiet av nordisk rätt.
Han var 1880 en av huvudmännen, då det gällde att åstadkomma samförstånd mellan folke- och landstingen rörande en revision av härordningen och likaledes 1882 i fråga om en överenskommelse angående finanslagen; men då striden mellan folketingets majoritet och ministären Estrup tillspetsades och Krieger varken kunde gilla folketingets sätt att gå till väga eller Estrups egenmäktiga uppträdande, förlorade han så småningom sitt inflytande i landstinget.
Vid Lunds universitets jubelfest 1868 kreerades Krieger till juris hedersdoktor och vid Uppsala universitets jubelfest 1877 till filosofie hedersdoktor. Då han 1887 fyllde 70 år, hedrades han med en festskrift, en samling "Smaaskrifter tilegnede A. F. Krieger af nordiske forfattere". Sedan 1875 var han ordförande för den danska avdelningen av "Letterstedtska föreningen".
Bland hans skrifter kan nämnas Grundlag for forelæsninger over den danske privatrets almindelige deel (1849-50) och Den slesvigske familie- og arveret (1855). Därjämte stod han i spetsen för offentliggörandet av "Antislesvigholsteenske fragmenter" (1848-51) och var 1878-90 en bland ledarna för utgivandet av "Nordisk retsencyklopædi". Johanne Luise Heibergs brev till Krieger utgavs av A. Friis och P. Munch 1914-15, hans mycket värdefulla Dagbøger av A. Friis, E. Koppel och P. Munch 1920 ff.